# وفاء

اسم وفاء مكتوب بخط عربي عادي (خط النسخ).

الوفاء هو خصلة اجتماعية خلقية تتمثل في التفاني من أجل قضية ما أو شيء ما بصدق خالص والوفاء أصل الصدق.
وقيل في الفرق بين الوفاء والصدق: هما أعم وأخص، فكل وفاء صدق، وليس كل صدق وفاء.
فإنَّ الوفاء قد يكون بالفعل دون القول، ولا يكون الصدق إلا في القول؛ لأنَّه نوع من أنواع الخبر، والخبر قول.
وبمعنى آخر؛ الوفاء صفة إنسانية جميلة، عندما يبلغها الإنسان بمشاعره ومحسوسياته فإنه يصل لأحد مراحل بلوغ النفس البشرية لفضائلها، والوفاء صدق في القول والفعل معاً، والغدر كذب بهما، والوفاء يلزم القيم السامية والمثلى للإنسان، فمن فقد عنده الوفاء فقد انسلخ من إنسانيته، وقد جعل الله الوفاء قواماً لصلاح أمور الناس.
وقد قال الله عز وجل: {وأوفوا بالعهد إن العهد كان مسؤولا}.الآية 34 سورة الإسراء.
ِ
وقال تعالى: {وَأَوْفُوا بِعَهْدِي أُوفِ بِعَهْدِكُمْ وَإِيَّايَ فَارْهَبُونِ} الآية 40 سورة البقرة.
والوفاء هي تلك الصفة التي يتمتع بها أهل الذوق السليم والطبع الكريم، وهي صفة يشعر بها المرء دون أن يدركها إدراكًا ماديًّا.
وعن عائشة  قالت: قال رسول الله ﷺ: ((إن خيار عباد الله الموفون المطيبون)).
(وقد وصف القرآن الذين يوفون بالعهد بأحسن الصفات فقال: ((وَالْمُوفُونَ بِعَهْدِهِمْ إِذَا عَاهَدُواْ وَالصَّابِرِينَ فِي الْبَأْسَاء والضَّرَّاء وَحِينَ الْبَأْسِ أُولَـئِكَ الَّذِينَ صَدَقُوا وَأُولَـئِكَ هُمُ الْمُتَّقُونَ)) ~[البقرة: 177]، وقال: ((بَلَى مَنْ أَوْفَى بِعَهْدِهِ وَاتَّقَى فَإِنَّ اللّهَ يُحِبُّ الْمُتَّقِينَ)) ~[آل عمران: 76]، ونقض الميثاق يؤدي إلى سوء السلوك والأخلاق، قال تعالى: ((فَبِمَا نَقْضِهِم مِّيثَاقَهُمْ لَعنَّاهُمْ وَجَعَلْنَا قُلُوبَهُمْ قَاسِيَةً يُحَرِّفُونَ الْكَلِمَ عَن مَّوَاضِعِهِ وَنَسُواْ حَظًّا مِّمَّا ذُكِّرُواْ بِهِ وَلاَ تَزَالُ تَطَّلِعُ عَلَىَ خَآئِنَةٍ مِّنْهُمْ)) ~[المائدة: 13]... واستمرارًا لورود العهد والميثاق في مجال بناء الأمة على الأخلاق السامية؛ يأمر الله عباده على لسان نبيه ﷺ بعدد من الوصايا التي تُكَوِّن جيلًا ذا خلق رفيع، ثم يختم تلك الوصايا الخالدة بقوله سبحانه: ((وَبِعَهْدِ اللّهِ أَوْفُواْ ذَلِكُمْ وَصَّاكُم بِهِ لَعَلَّكُمْ تَذَكَّرُونَ)) ~[الأنعام: 152]، فالوفاء بالعهد، ضمانة لأداء تلك الأوامر، واجتناب ما ورد من نواهي، ومن ثمَّ يكون الانقياد والطاعة وحسن الخلق، وإخلاف العهد نقض للعهد، ينحطُّ بصاحبه إلى أسوأ البشر أخلاقًا- وبخاصة إذا كان العهد مع الله- فإنَّ المتصف بتلك الصفة ينتقل من مجتمع الصادقين المتقين إلى تجمع المخادعين الكاذبين من المنافقين ((فَأَعْقَبَهُمْ نِفَاقًا فِي قُلُوبِهِمْ إِلَى يَوْمِ يَلْقَوْنَهُ بِمَا أَخْلَفُواْ اللّهَ مَا وَعَدُوهُ وَبِمَا كَانُواْ يَكْذِبُونَ)) [التوبة: 77]).

## الوفاء لغة واصطلاحًا
يقول ابن منظور في معنى الوفاء لغة: هو "الخلق الشريف العالي الرفيع 
جاء في المعجم الوسيط عن الوفاء:
وفى الشيء يفي وفاء، ووفياً: تم. يقال: وفي ريش الجناح والشيء وفياً: كثر.
وفلان نذره وفاء: أداه وعمل به.
وأوفى بالوعد والعهد: وفي.
ووافى: فاجأه.
ووفى فلاناً حقه: أوفاه إياه.
والوفي: التام والكثير الوفاء، وجمعها أوفياء.

### الوفاء اصطلاحًا
قال الجرجاني أن الوفاء هو: «ملازمة طريق المواساة ومحافظة عهود الخلطاء»
- قال الغزالي إن الوفاء هو: «الثبات على الحب وإدامته إلى الموت معه، وبعد المـوت مـع أولاده وأصدقائه» أو هو: أداء الحق.
وفي المجمل الوفاء في المعنى اللغوي: يعني الخلق العظـيم الـدال علـى التمـام والإكمال.
والوفاء أنواع، فالوفاء بالعهد إتمامه، وعدم نقض حفظه، والوفاء بالعقد إما أن يكون العقد كالعهد، فهو الأول، أو العقد ما اتفق عليه المسلمون، المسلمون عند شروطهم، وهناك الوفاء بالوعد والعهد والعقد، الوفاء بالوعد إتمامه، وبذله من تلقاء النفس ولو كلف النفس ثمناً باهظاً، الآيات التي تتحدث عن الوفاء تزيد عن عشرين آية: {وَأَوْفُوا بِعَهْدِي أُوفِ بِعَهْدِكُمْ وَإِيَّايَ فَارْهَبُونِ} (40) 
هذا الوفاء بالعهد على أنه أمر، وكل أمر في القرآن الكريم يقتضي الوجوب.
{وَبِعَهْدِ اللَّهِ أَوْفُوا} (سورة الأنعام)
الوفاء بالعهد من سمات الإيمان، قال تعالى: {وَالْمُوفُونَ بِعَهْدِهِمْ إِذَا عَاهَدُوا}(سورة البقرة)
من صفة المسلم المؤمن، أنه يفي بعهده، والوفاء من صفة الله عز وجل، والوفاء من صفة الأنبياء.
﴿وَإِبْرَاهِيمَ الَّذِي وَفَّى (37) ﴾
(سورة النجم)
والوفاء سبيل الوصول إلى أعلى درجات القرب من الله عز وجل،
{وَمَنْ أَوْفَى بِمَا عَاهَدَ عَلَيْهُ اللَّهَ فَسَيُؤْتِيهِ أَجْراً عَظِيماً} (10)
(سورة الفتح)
والوفاء بالعقود:
{يَا أَيُّهَا الَّذِينَ آَمَنُوا أَوْفُوا بِالْعُقُودِ} «سورة المائدة»
والوفاء بالوعود:
{وَاذْكُرْ فِي الْكِتَابِ إِسْمَاعِيلَ إِنَّهُ كَانَ صَادِقَ الْوَعْدِ} «سورة مريم»
هذه بعض الآيات التي وردت في الوفاء بالعهد وبالعقد وبالوعد.
أكبر عهد وميثاق بين إنسانين هو ميثاق الزواج.
عَنْ عُقْبَةَ عَنِ النَّبِيِّ صَلَّى اللَّه عَلَيْهِ وَسَلَّمَ قَالَ:
{أَحَقُّ مَا أَوْفَيْتُمْ مِنَ الشُّرُوطِ أَنْ تُوفُوا بِهِ مَا اسْتَحْلَلْتُمْ بِهِ الْفُرُوجَ} «صحيح البخاري»
{وَكَيْفَ تَأْخُذُونَهُ وَقَدْ أَفْضَى بَعْضُكُمْ إِلَى بَعْضٍ وَأَخَذْنَ مِنْكُمْ مِيثَاقاً غَلِيظاً} (21) ﴾ «سورة النساء»

### الوفاء في الدين
عَنْ أَبِي هُرَيْرَةَ ((أَنَّ رَسُولَ اللَّهِ صَلَّى اللَّه عَلَيْهِ وَسَلَّمَ كَانَ يُؤْتَى بِالرَّجُلِ الْمُتَوَفَّى عَلَيْهِ دَيْنٌ فَيَسْأَلُ هَلْ تَرَكَ لِذَلِكَ مِنْ قَضَاءٍ فَإِنْ قَالُوا نَعَمْ إِنَّهُ تَرَكَ وَفَاءً صَلَّى عَلَيْهِ وَإِلَّا قَالَ لِلْمُسْلِمِينَ صَلُّوا عَلَى صَاحِبِكُمْ فَلَمَّا فَتَحَ اللَّهُ عَلَيْهِ الْفُتُوحَ قَامَ فَقَالَ أَنَا أَوْلَى بِالْمُؤْمِنِينَ مِنْ أَنْفُسِهِمْ فَمَنْ تُوُفِّيَ مِنَ الْمُؤْمِنِينَ فَتَرَكَ دَيْنًا فَعَلَيَّ قَضَاؤُهُ وَمَنْ تَرَكَ مَالًا فَهُوَ لِوَرَثَتِه)).مسند الإمام أحمد
الإنسان أحياناً يقترض، لكن عنده ما يغطي هذا القرض، لعله يقترض مالاً سائلاً، لكنه يملك مالاً مجمداً يغطي هذا الدين، فالذي يموت وعليه قرض أو دين، وقد ترك ما يغطيه كان يصلي عليه، أما الذي يقترض، وليس عنده ما يغطي هذا الدين كان  يقول صلوا على صاحبكم.

### النذر
النذر عبادة قديمة، واتى الإسلام واستمرت هذة العبادة، وقد ذكره القرآن الكريم في عدة مواضع.
لنأخذ هذة الكلمة ومعناها بشئ من التفصيل:
 لغةً
نذر – نَذَرَ - النَذْر:
[ ن ذ ر ]. (فعل: ثلاثي متعد. متعد بحرف). نَذَرْتُ ، أَنْذُرُ ، اُنْذُرْ ، (أَنْذَرُ ، اِنْذَرْ)، مصدر نَذْرٌ ، نُذُورٌ.
نذر: أوجب على نفسه ما ليس واجبا عليها تبرعا، من صدقه أو إحسان أو ذبيحة للمعابد أو غيرها
نذر: ولده: جعله «نذيرة»، أي قيما أو خادما للمعبد.
نذره الجيش: جعله «نذيرة»، أي طليعة.
نَذَرَ عَلَى نَفْسِهِ أَنْ يَرْعَى شُؤُونَ الْمَظْلُومِينَ: أَوْجَبَ عَلَيْهَا.
سورة مريم ﴿فَكُلِي وَاشْرَبِي وَقَرِّي عَيْنًا فَإِمَّا تَرَيِنَّ مِنَ الْبَشَرِ أَحَدًا فَقُولِي إِنِّي نَذَرْتُ لِلرَّحْمَنِ صَوْمًا فَلَنْ أُكَلِّمَ الْيَوْمَ إِنْسِيًّا ۝٢٦﴾ [مريم:26].
نَذَرَ نَفْسَهُ لِخِدْمَةِ حُقُوقِ الإِنْسَانِ ": خَصَّصَهَا، فَرَّغَهَا.
نَذَرَ وَلَدَهُ ": جَعَلَهُ نَذِيرَةً، أي قَيِّماً أو خَادِماً لِلْمَعْبَدِ.
المعجم الوسيط، المعجم الرائد، المعجم الغني
عَنْ عُمَرَ بْنِ الْخَطَّابِ رَضِي اللَّه عَنْه أَنَّهُ قَالَ:
((يَا رَسُولَ اللَّهِ إِنِّي نَذَرْتُ فِي الْجَاهِلِيَّةِ أَنْ أَعْتَكِفَ لَيْلَةً فِي الْمَسْجِدِ الْحَرَامِ فَقَالَ لَهُ النَّبِيُّ صَلَّى اللَّه عَلَيْهِ وَسَلَّمَ أَوْفِ نَذْرَكَ فَاعْتَكَفَ لَيْلَةً)) (صحيح البخاري)
عَنْ عَبْدِ اللَّهِ بْنِ عَامِرٍ أَنَّهُ قَالَ:
((دَعَتْنِي أُمِّي يَوْمًا وَرَسُولُ اللَّهِ صَلَّى اللَّه عَلَيْهِ وَسَلَّمَ قَاعِدٌ فِي بَيْتِنَا فَقَالَتْ هَا تَعَالَ أُعْطِيكَ فَقَالَ لَهَا رَسُولُ اللَّهِ صَلَّى اللَّه عَلَيْهِ وَسَلَّمَ وَمَا أَرَدْتِ أَنْ تُعْطِيهِ قَالَتْ أُعْطِيهِ تَمْرًا فَقَالَ لَهَا رَسُولُ اللَّهِ صَلَّى اللَّه عَلَيْهِ وَسَلَّمَ أَمَا إِنَّكِ لَوْ لَمْ تُعْطِهِ شَيْئًا كُتِبَتْ عَلَيْكِ كِذْبَةٌ)).
(سنن أبي داوود)
عَنْ عَمْرِو بْنِ شُعَيْبٍ عَنْ أَبِيهِ عَنْ جَدِّهِ قَالَ: قَالَ رَسُولُ اللَّهِ صَلَّى اللَّه عَلَيْهِ وَسَلَّمَ:
((الْمُسْلِمُونَ تَتَكَافَأُ دِمَاؤُهُمْ يَسْعَى بِذِمَّتِهِمْ أَدْنَاهُمْ وَيُجِيرُ عَلَيْهِمْ أَقْصَاهُمْ وَهُمْ يَدٌ عَلَى مَنْ سِوَاهُمْ يَرُدُّ مُشِدُّهُمْ عَلَى مُضْعِفِهِمْ وَمُتَسَرِّيهِمْ عَلَى قَاعِدِهِمْ لَا يُقْتَلُ مُؤْمِنٌ بِكَافِرٍ وَلَا ذُو عَهْدٍ فِي عَهْدِهِ وَلَمْ يَذْكُرِ ابْنُ إِسْحَقَ الْقَوَدَ وَالتَّكَافُؤَ))
(سنن أبي داوود)
من أوفى بعهد الله من توحيده وإخلاص العبادة له أوفى الله بعهده من توفيقه إلى الطاعات، وأسباب العبادة له.
أول وفاء أن تكون وفياً مع الله، أن تنفذ ميثاق الله الذي واثقك به، ميثاق الفطرة والعقل، وميثاق الشرع، عندك عقل يأمرك وينهاك، وعندك فطرة تكشف لك خطأك، ومعك شرع فيه افعل ولا تفعل، فأول وفاء يقتضي أن تكون وفياً مع الله مع ميثاقه الذي واثقك به.
الذين يوفون بعهد الله هم الألباب، والذين باعوا أنفسهم وأموالهم لله فوعدهم أن لهم الجنة، ومن أوفى بعهده من الله، قال تعالى:
﴿وَإِبْرَاهِيمَ الَّذِي وَفَّى (37) ﴾سورة النجم
وازنه مع قوله تعالى:
﴿وَمَا وَجَدْنَا لِأَكْثَرِهِمْ مِنْ عَهْدٍ ﴾
(سورة الأعراف)
كم من إنسان في بيت الله الحرام، وأمام الحجر الأسود يعاهد الله على الطاعة؟ فإذا عادوا إلى بلادهم كم من هؤلاء يكون وفياً لوعده الذي وعد الله به؟.
أما نبيه إبراهيم: ﴿وَإِبْرَاهِيمَ الَّذِي وَفَّى (37) ﴾
- أكبر عهد العهد الذي بينك وبين الله، ومن لم يكن فيما بينه وبين الله عهد لا يوجد عهد بينه وبين الناس، إياك أن تعلق أملاً على أن يفي إنسان بعهده معك، إن كان هو في عهده مع الله خائن، فليس فيه خير.

بشكل أقرب: إنسان عاق لوالديه لا ترجو منه خيراً، لو كان فيه خير لكان لوالديه، الإنسان عاق في عبوديته لله، فأي إنسان لم يفِ بعهد الله عز وجل لا تنتظر منه وفاء لك!
لذلك عَنْ أَبِي سَعِيدٍ أَنَّهُ سَمِعَ رَسُولَ اللَّهِ ﷺ يَقُولُ:
((لَا تُصَاحِبْ إِلَّا مُؤْمِنًا وَلَا يَأْكُلْ طَعَامَكَ إِلَّا تَقِيٌّ)) ~[سنن الترمذي]
الوفاء صفة أساسية في بنية المجتمع الإسلامي.
```
وفي الجاهلية امرؤ القيس أخذ ابنه رهينة معه أسلحة أودعت عنده أمانة، فلما حوصر، وطولب أن يسلم الأسلحة فرفض فقتل ابنه فأصبح امرؤ القيس مثلاً في الوفاء، نحن حينما نوفي نرتقي لله عز وجل، الوفاء بالعهد والعقد والوعد من صفات المؤمن، والله عز وجل قال:﴿وَمَنْ أَوْفَى بِعَهْدِهِ مِنَ اللَّهِ ﴾ ~[سورة التوبة]
```

### العقود
قال تعالى: ((يَا أَيُّهَا الَّذِينَ آمَنُواْ أَوْفُواْ بِالْعُقُودِ أُحِلَّتْ لَكُم بَهِيمَةُ الأَنْعَامِ إِلاَّ مَا يُتْلَى عَلَيْكُمْ غَيْرَ مُحِلِّي الصَّيْدِ وَأَنتُمْ حُرُمٌ إِنَّ اللّهَ يَحْكُمُ مَا يُرِيدُ)) ~[المائدة: 1].
قال السعدي: (هذا أمر من الله تعالى لعباده المؤمنين بما يقتضيه الإيمان بالوفاء بالعقود، أي: بإكمالها، وإتمامها، وعدم نقضها ونقصها. وهذا شامل للعقود التي بين العبد وبين ربه، من التزام عبوديته، والقيام بها أتمَّ قيام، وعدم الانتقاص من حقوقها شيئًا، والتي بينه وبين الرسول بطاعته واتباعه، والتي بينه وبين الوالدين والأقارب، ببرهم وصلتهم، وعدم قطيعتهم، والتي بينه وبين أصحابه من القيام بحقوق الصحبة في الغنى والفقر، واليسر والعسر، والتي بينه وبين الخلق من عقود المعاملات، كالبيع والإجارة، ونحوهما، وعقود التبرعات كالهبة ونحوها، بل والقيام بحقوق المسلمين التي عقدها الله بينهم في قوله: ((إِنَّمَا الْمُؤْمِنُونَ إِخْوَةٌ)) [الحجرات:10] بالتناصر على الحقِّ، والتعاون عليه والتآلف بين المسلمين وعدم التقاطع.
فهذا الأمر شامل لأصول الدين وفروعه، فكلُّها داخلة في العقود التي أمر الله بالقيام بها).

### الوفاء بشروط عقد النكاح
قال ﷺ: ((أحقُّ الشروط أن توفوا به، ما استحللتُم به الفروج)).
قال الخطابي: (الشروط في النكاح مختلفة؛ فمنها ما يجب الوفاء به اتفاقًا، وهو ما أمر الله به من إمساك بمعروف، أو تسريح بإحسان، وعليه حمل بعضهم هذا الحديث، ومنها ما لا يوفى به اتفاقًا، كسؤال طلاق أختها... ومنها ما اختلف فيه، كاشتراط أن لا يتزوج عليها، أو لا يتسرى، أو لا ينقلها من منزلها إلى منزله).

### الوفاء بإعطاء الأجير أجره
عن عبد الله بن عمر  قال: قال رسول الله ﷺ: ((أعطوا الأجير أجره قبل أن يجفَّ عرقه)).
وعن أبي هريرة ، أنَّ النبي ﷺ قال: ((قال الله: ثلاثة أنا خصمهم يوم القيامة: رجل أعطى بي ثم غدر، ورجل باع حرًّا فأكل ثمنه، ورجل استأجر أجيرًا فاستوفى منه، ولم يعطه أجره)).

### الوفاء بالعهد والذمة
- العهد نوعان:

- (عهد مع الله عزَّ وجلَّ:
فإنَّ الله سبحانه وتعالى قال في كتابه: ((وَإِذْ أَخَذَ رَبُّكَ مِن بَنِي آدَمَ مِن ظُهُورِهِمْ ذُرِّيَّتَهُمْ وَأَشْهَدَهُمْ عَلَى أَنفُسِهِمْ أَلَسْتَ بِرَبِّكُمْ قَالُواْ بَلَى شَهِدْنَا)) ~[الأعراف: 172]، فقد أخذ الله العهد على عباده جميعًا، أن يعبدوه ولا يشركوا به شيئًا؛ لأنَّه ربهم وخالقهم.
- وعهد مع عباد الله:
ومنه العهود التي تقع بين الناس، بين الإنسان وبين أخيه المسلم، وبين المسلمين وبين الكفار وغير ذلك من العهود المعروفة، فقد أمر الله تعالى بالوفاء بالعهد، فقال عزَّ وجلَّ: ((وَأَوْفُواْ بِالْعَهْدِ إِنَّ الْعَهْدَ كَانَ مَسْؤُولاً)) ~[الإسراء: 34] يعني أنَّ الوفاء بالعهد مسؤول عنه الإنسان يوم القيامة، يسأل عن عهده هل وفَّى به أم لا؟ قال تعالى: ((وَأَوْفُواْ بِعَهْدِ اللّهِ إِذَا عَاهَدتُّمْ)) ~[النحل:91] يعني ولا تخلفوا العهد).
- شواهد من السنة:

1- عن سليم بن عامر قال: كان بين معاوية، وبين الروم عهد، وكان يسير نحو بلادهم، حتى إذا انقضى العهد غزاهم، فجاء رجل على فرس أو برذون، وهو يقول: الله أكبر، الله أكبر، وفاء لا غدر. فنظروا فإذا عمرو بن عبسة، فأرسل إليه معاوية فسأله، فقال: سمعت رسول الله ﷺ يقول: ((من كان بينه وبين قوم عهد فلا يشد عقدة، ولا يحلها حتى ينقضي أمدها، أو ينبذ إليهم على سواء)). فرجع معاوية.
(ومعنى قوله ينبذ إليهم على سواء، أي: يعلمهم أنَّه يريد أنَّ يغزوهم، وأنَّ الصلح الذي كان بينهم قد ارتفع، فيكون الفريقان في ذلك على السواء.
وفيه دليل على أنَّ العهد الذي يقع بين المسلمين وبين العدو، ليس بعقد لازم لا يجوز القتال قبل انقضاء مدته، ولكن لا يجوز أن يفعل ذلك إلا بعد الإعلام به والإنذار فيه).
2- وعن عبد الله بن عمرو بن العاص  أنَّ النبي ﷺ قال: ((أربعٌ من كنَّ فيه كان منافقًا خالصًا، ومن كانت فيه خصلة منهنَّ، كانت فيه خصلةٌ من النفاق حتى يدعها: إذا اؤتمن خان، وإذا حدَّث كذب، وإذا عاهد غدر، وإذا خاصم فجر)).
قال ابن عثيمين: (وأما إخلاف الوعد فحرام، يجب الوفاء بالوعد، سواء وعدته مالًا، أو وعدته إعانة تعينه في شيء، أو أي أمر من الأمور، إذا وعدت فيجب عليك أن تفي بالوعد، وفي هذا ينبغي للإنسان أن يحدد المواعيد، ويضبطها فإذا قال لأحد إخوانه: أواعدك في المكان الفلاني. فليحدد الساعة الفلانية، حتى إذا تأخر الموعود، وانصرف الواعد يكون له عذر، حتى لا يربطه في المكان كثيرًا، وقد اشتهر عند بعض السفهاء أنهم يقولون: أنا واعدك ولا أخلفك، وعدي إنجليزي. يظنون أنَّ الذين يوفون بالوعد هم الإنجليز، ولكن الوعد الذي يوفى به هو وعد المؤمن، ولهذا ينبغي لك أن تقول إذا وعدت أحدًا وأردت أن تؤكد: إنه وعد مؤمن. حتى لا يخلفه؛ لأنَّه لا يخلف الوعد إلا المنافق).

## حالات وأنواع إخلاف الوعد ونقض العهد
(من يخلف الوعد له أربع أحوال في إخلافه بذلك:
-الحال الأولى: التعبير العملي عن الكذب منذ إعطاء الوعد أو العهد، وهو في هذا يحمل رذيلة الإخلاف المستند إلى رذيلة الكذب.
-الحالة الثانية: النكث والنقض لما أبرمه والتزم به من وعد وعهد، وهذا يعبر عن ضعف الإرادة وعدم الثبات، وعدم احترام شرف الكلمة وثقة الآخرين بها، وهذا الخلق يفضي بصاحبه إلى النبذ من الفضلاء الذين يوثق بهم وبأقوالهم.
-الحالة الثالثة: التحول إلى ما هو أفضل وخير عند الله، والانتقال إلى ما هو أكثر طاعة لله، وذلك كالعهد مع الله في التزام أمر من الأمور، فقد تجري المفاضلة بينه وبين غيره، لاختيار ما هو أقرب إلى طاعة الله وتحقيق مرضاته.
-الحالة الرابعة: العجز عن الوفاء لسبب من الأسباب، ومن عجز عن الوفاء مع صدق رغبته به، وحرصه عليه، فهو معذور لعدم استطاعته.
-وأما حالة النسيان فهي من الأمور العامة التي تشمل كل واجب أو مستحب، وتنطبق عليها أحكام النسيان العامة. وصادق الوعد والعهد هو الذي يكون عازمًا على الوفاء منذ إعطائه الوعد أو العهد، ويظل حريصًا على ذلك ما لم يمنعه مانع من التنفيذ يعذر به، أو كان ترك الوفاء استجابة لرغبة من كان الوعد أو العهد من أجله وابتغاء مرضاته أو مسرته).

## أقوال وأمثال في الوفاء
عن الأصمعي قال: (إذا أردت أن تعرف وفاء الرجل ووفاء عهده، فانظر إلى حنينه إلى أوطانه، وتشوُّقه إلى إخوانه، وبكائه على ما مضى من زمانه).
وقال ابن حزم: (إنَّ من حميد الغرائز وكريم الشيم وفاضل الأخلاق... الوفاء؛ وإنَّه لمن أقوى الدلائل وأوضح البراهين على طيب الأصل وشرف العنصر، وهو يتفاضل بالتفاضل اللازم للمخلوقات... وأول مراتب الوفاء أن يفي الإنسان لمن يفي له، وهذا فرض لازم وحق واجب... لا يحول عنه إلا خبيث المحتد، لا خلاق له ولا خير عنده).
وعن عوف بن النعمان الشيباني أنه قال في الجاهلية الجهلاء: (لأن أموت عطشًا، أحبُّ إليَّ من أكون مخلاف الموعدة).
وقال الحريري: (تعامل القرن الأول فيما بينهم بالدين زمانًا طويلًا حتى رقَّ الدين، ثم تعامل القرن الثاني بالوفاء حتى ذهب الوفاء، ثم تعامل القرن الثالث بالمروءة حتى ذهبت المروءة، ثم تعامل القرن الرابع بالحياء حتى ذهب الحياء، ثم صار الناس يتعاملون بالرغبة والرهبة).

## الوفاء في خلقالنبيﷺ
- وفاؤه ﷺ بالعهد مع أعدائه:

فثبت عنه ﷺ أنه قال لرسولي مسيلمة الكذاب لما قالا: نقول: إنه رسول الله ((لولا أن الرسل لا تُقتل لقتلتكما)).
وثبت عنه أنه قال لأبي رافع، وقد أرسلته إليه قريش، فأراد المقام عنده، وأنه لا يرجع إليهم فقال: ((إني لا أخيس بالعهد، ولا أحبس البرد، ولكن أرجع إلى قومك، فإن كان في نفسك الذي فيها الآن فارجع)).
وثبت عنه أنَّه ردَّ إليهم أبا جندل للعهد الذي كان بينه وبينهم، أن يردَّ إليهم من جاءه منهم مسلمًا).
- وعن حذيفة بن اليمان  قال: ما منعني أن أشهد بدرًا إلا أني خرجت أنا وأبي حسيل. قال: فأخذنا كفار قريش. قالوا: إنكم تريدون محمدًا؟ فقلنا: ما نريده، ما نريد إلا المدينة. فأخذوا منا عهد الله وميثاقه لننصرفنَّ إلى المدينة، ولا نقاتل معه. فأتينا رسول الله ﷺ فأخبرناه الخبر. فقال: ((انصرفا، نفي لهم بعهدهم، ونستعين الله عليهم)).
- وفاؤه ﷺ لزوجاته:

فمن وفائه ﷺ في هذا الباب، أنه كان يكرم صديقات زوجته خديجة  بعد موتها، فعن أنس بن مالك  قال: كان النبي ﷺ إذا أتي بالشيء يقول: ((اذهبوا به إلى فلانة؛ فإنها كانت صديقة خديجة، اذهبوا به إلى بيت فلانة؛ فإنها كانت تحب خديجة)).
وعن عائشة  قالت: ((ما غرت على أحد من أزواج النبي ﷺ ما غرت على خديجة، وما بي أن أكون أدركتها؛ وما ذاك إلا لكثرة ذكر رسول الله ﷺ، وإن كان ليذبح الشاة فيتتبع بها صدائق خديجة؛ فيهديها لهنَّ)).